# Subaru TransCare
La Subaru Transcare n'est pas un modèle mais une version modifiée d'un modèle pour les personnes handicapées ou personnes âgées.
Les caractéristiques peuvent inclure : - des sièges qui se tournant à l'extérieur, prolongent au-delà du cadre de porte et plus bas eux-mêmes automatiquement avec une télécommande sans fil - un chargement de fauteuil roulant Automatique d'une rampe qui baisse au niveau du sol et une porte glissante automatique - une ceinture supplémentaire à travers le sein pour empêcher la personne de tomber en avant pendant des arrêts - des planchers baissés avec des pas qui sortent automatiquement quand la porte est ouverte - un style d'ambulance dresse gurney chargeant de rails et des équipements vivifiants. 
La Transcare est disponible avec la Legacy, Sambar, Impreza, Forester and R2.